# 樋渡達也
樋渡 達也（ひわたし たつや、1931年2月6日 -　）は、日本の造園家。樋渡達也研究所主宰。JLAU正会員。元東京農業大学客員教授。みどり環境ネットワーク！代表。一造会顧問。
東京都職員として長年勤務したのち、造園に関する多数の団体の委員や議長、大学の非常勤講師を歴任。東京都の海上公園構想においては海上公園等に関する専門部会委員として構想を推進した。日本造園学会名誉会員。
東京湾の海上公園他多数の公共造園事業をリードしてきた行政プランナーのパイオニアであり、ランドスケープアーキテクト。登録ランドスケープアーキテクト（RLA）フェロー。

## 経歴

### 生い立ち
東京生まれ。青山で育つが、父親の転勤によって1945年8月原爆投下時の広島に滞在していたため被爆者となる。のち東京に戻り東京都立園芸高等学校から新制の千葉大学園芸学部造園学科に進学、1954年に卒業。

### 東京都職員時代
就職先がなくぶらぶらしたあと1956年に臨時職員採用で東京都勤務、翌年採用試験で任用されて多摩動物公園の建設要員として8年間現地滞在員。丸の内では建設局・港湾局・都市計画局（海上公園計画・代々木公園計画・八王子霊園計画、沖縄東京の塔・花博―花の江戸東京館館長などから公園緑地部長までを歴任。
外部活動として『ジャパンランドスケープ』の編集委員も務めていたほか、池原謙一郎の作品にエンジニアとして協力、東京都主催代々木公園設計者選定コンペティションでは池原のほか建築家の石井尚や、小林治人、グラフィックデザイナーの早川和也らのチームで、自身は事務局側でもあったが取り組んでいる。以降池原の筑波大時代にも代理で講義を担当。またこの間、1956年から2001年まで日本造園学会会員（以降は名誉会員）、1981年から1985年まで日本造園学会企画担当常務理事、1988年から1993年まで関東支部支部長。

### 都職員退職後
1990年に都を退職し（財）東京フロンティア協会審議役、1996年から1998年まで（財）東京都公園協会常任理事を務めた。
文化財指定庭園保護協議会会長（？〜2010年）、みどりの提言賞審査委員（第4回（1997年）〜第9回（2002年））、武蔵野文化協会理事長の他、東京都公園審議会副会長・景観審議会景観基本軸部会長・自然環境保全審議会臨時委員、千代田区景観まちづくり審議会委員、日本公園緑地協会理事、日本造園修景協会常務理事・事業委員長、財団法人東京動物園協会評議員、葛西臨海水族館運営委員会委員、社団法人東京都造園緑化業協会副会長、日本ランドスケープフォーラム顧問、エコ・グリーンテック実行委員会委員長、NPO法人ア・安全快適街づくり理事などを歴任。
この他、建設大学校都市計画科（1971年～1987年）、東京農業大学（1998年～2001年）、千葉大学（1993年～1994年）、筑波大学芸術専門学類（1996年～1997年）、武蔵野美術大学及び同大学大学院（1990年～2001年）等の非常勤講師としても勤めた。

## 著書
- 『造園の事典』（共著、朝倉書店、1995年）
- 『東京の港と海の公園』（東京都公園協会、1994年）
- 『水辺のリハビリテーション : 現代水辺デザイン論』（編著、ソフトサイエンス社、1993年）
- 『東京の港と海の公園』（郷学舎、1981年）

他執筆担当に
- 『造園計画と設計』（造園技術必携、共著、鹿島出版会、1987年）
- 『計画と設計の実際』（造園実務必携、技報堂）
- 『造園ハンドブック』（日本造園学会）『建築設計資料集成・技術』（日本建築学会）
- 『ランドスケープのしごと』（学芸出版社）。

## 受賞歴
1979年、昭和53年度日本造園学会賞。1983年、第5回日本公園緑地協会北村賞受賞。1988年建設大臣表彰。平成14年度日本造園学会賞上原敬二賞受賞。